# Jochen Hecht
Jochen Hecht (* 21. Juni 1977 in Mannheim) ist ein ehemaliger deutscher Eishockeyspieler und derzeitiger -trainer, der im Verlauf seiner aktiven Karriere zwischen 1993 und 2016 unter anderem 892 Spiele für die St. Louis Blues, Edmonton Oilers und Buffalo Sabres in der National Hockey League (NHL) sowie 429 Spiele für seinen Stammklub Adler Mannheim in der Deutschen Eishockey Liga auf der Position des Centers bestritten hat. Darüber hinaus spielte Hecht für die deutsche Nationalmannschaft bei drei Olympischen Winterspielen und zahlreichen Weltmeisterschaften.

## Karriere

### Spieler
Hecht durchlief zunächst die Nachwuchsabteilung des Mannheimer ERC. In der Saison 1994/95 gab er im Alter von 17 Jahren sein Debüt im Profikader der Adler Mannheim in der Deutschen Eishockey Liga. In seiner Premierensaison erzielte er 23 Punkte in 43 Spielen und wurde im NHL Entry Draft 1995 von den St. Louis Blues in der zweiten Runde an 49. Position ausgewählt, nachdem er bereits im Jahr zuvor beim CHL Import Draft von den Peterborough Petes als insgesamt neunter Spieler gedraftet worden war. Hecht blieb jedoch vorerst drei weitere Spielzeiten in Mannheim und gewann mit diesem am Ende der Spielzeiten 1996/97 und 1997/98 jeweils den Deutschen Meistertitel. Seine persönlich erfolgreichste Saison absolvierte er dabei 1996/97, als er in 46 Spielen 42 Punkte erzielte.

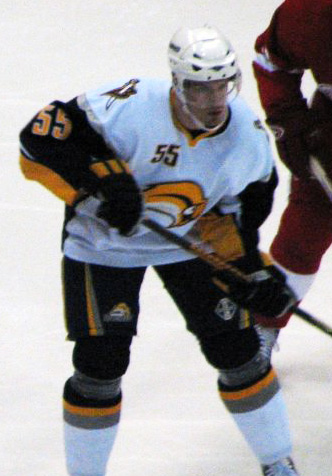
Hecht im Trikot der Buffalo Sabres

Im Sommer 1998 wechselte Hecht nach Nordamerika. Jedoch schaffte er nicht auf Anhieb den Sprung in den Kader der St. Louis Blues, sondern verbrachte den größten Teil der Spielzeit bei den Worcester IceCats, dem damaligen Farmteam der Blues, in der American Hockey League. Dort kam er im Verlauf der regulären Saison zu seinen ersten drei Einsätzen in der NHL. Ab den Playoffs, in denen er seine ersten NHL-Punkte erzielte, gehörte er zum Stammkader. In den folgenden beiden Spielzeiten, die die Blues mit einem namhaften Kader als Meisterschaftsfavorit in Angriff nahmen, entwickelte sich der Deutsche zu einem zuverlässigen Arbeiter und Punktesammler. Umso überraschender folgte im Sommer 2001 der Transfer zu den Edmonton Oilers. Für Doug Weight und Michel Riesen wechselte Hecht gemeinsam mit Marty Reasoner und Jan Horáček nach Kanada, da die St. Louis Blues nach einem enttäuschenden Abschneiden in der vorangegangenen Spielzeit 2000/01 ihren Kader umstrukturierten. Bei den Oilers verbrachte der Center nur eine Spielzeit. Trotz 40 Punkten in 82 Spielen wurde er für einen Zweitrunden-Draftpick im NHL Entry Draft 2002 an die Buffalo Sabres abgegeben. Bei den Sabres durchlebte er eine schwierige erste Saison, da er durch eine Gehirnerschütterung und eine Hüftverletzung nur 49-mal zum Einsatz kam. Er kam im Spieljahr 2003/04 aber gestärkt zurück und absolvierte sein bis dahin bestes Jahr gemessen an seiner Punktausbeute.
Durch den Lockout der NHL-Saison 2004/05 kehrte Hecht für ein Jahr nach Deutschland zurück und spielte bei seinem Stammklub in Mannheim. Als Mannschaftskapitän führte er die Adler zum Vizemeistertitel. Er selbst steuerte in 48 Partien in der regulären Saison 50 Punkte sowie 20 Punkte in 14 Playoff-Spielen bei.
Zur Saison 2005/06 ging der Center dann wieder nach Nordamerika und gehörte inzwischen zu den Führungspersönlichkeiten der Sabres. Die Spielzeit 2006/07, die Buffalo zum größten Teil in überragender Manier absolvierte, brachte Hechts stärkstes Jahr mit sich, als er nach langer Zeit erstmals ohne langfristige Verletzung blieb und zu 76 Einsätzen kam, in denen er 56 Punkte verbuchte. Nach den Abgängen von Daniel Brière und Chris Drury im Sommer 2007 führten die Sabres das Rotationsprinzip für das Kapitänsamt ein, wodurch der Deutsche der erste Spieler während der Saison war, der dieses Amt für einen Monat innehatte. Sein Gehalt bei den Sabres betrug 3,8 Millionen US-Dollar pro Saison.
Während des Lockouts in der NHL unterschrieb Hecht im Dezember 2012 einen Vertrag bei seinem alten Heimatverein Adler Mannheim, für den er sechs Spiele absolvierte. Anschließend kehrte er zu den Buffalo Sabres in die NHL zurück, bei denen sein Vertrag bis zum Saisonende 2012/13 lief. Ab der Saison 2013/14 spielte er wieder für die Adler Mannheim in der DEL. Im Jahr 2015 wurde er mit den Adlern erneut Deutscher Meister und wurde zum MVP der Play-offs gewählt.
Nach der Saison 2015/16 beendete er seine Spielerkarriere.

### Als Trainer
Wenige Tage nach der Bekanntgabe seines Karriereendes als Spieler wurde Hecht in den Trainerstab der Adler Mannheim berufen. Dort kümmerte er sich in der Saison 2016/17 vorrangig um die individuelle Förderung von Spielern und die Entwicklung von Talenten. Beim Deutschland-Cup 2016 gehörte Hecht als Assistent von Bundestrainer Marco Sturm erstmals zum Stab der deutschen A-Nationalmannschaft.
Im Sommer 2017 wurde Hecht Co-Trainer von Mannheims DEL-Mannschaft und hatte diesen Posten bis zum Ende der Saison 2017/18 inne, als er die Adler vorerst verließ, um sich der Erlangung der Trainerscheine zu widmen. Er arbeitete ebenfalls bei Fernsehübertragungen als Eishockey-Fachmann. In der Saison 2022/23 fungierte er erneut als Co-Trainer der Adler Mannheim unter Cheftrainer Bill Stewart. Im Juni 2024 unterschrieb Hecht einen Vertrag als Co-Trainer bei den Nürnberg Ice Tigers bis zum Ende der Saison 2025/26.

### International
Hecht kam 1994 das erste Mal bei der Junioren-Weltmeisterschaft für eine deutsche Auswahl auf internationaler Bühne zum Einsatz. Zu weiteren Teilnahmen kam er bei den Junioren-Weltmeisterschaften 1995, 1996 und 1997. Seine ersten Einsätze für die A-Nationalmannschaft absolvierte er bei der Weltmeisterschaft 1996. Wenig später nahm er auch am World Cup of Hockey teil. Hinzu kamen weitere Nominierungen für die Weltmeisterschaften 1997, 1998, 2004, 2005 und 2009 die Olympischen Winterspiele 1998, 2002, 2006 und 2010 sowie den World Cup of Hockey 2004. Aufgrund einer Verletzung konnte er an den Winterspielen 2006 aber nicht teilnehmen.

## Erfolge und Auszeichnungen
| - 1997 Deutscher Meister mit den Adler Mannheim - 1998 Deutscher Meister mit den Adler Mannheim - 2005 Deutscher Vizemeister mit den Adler Mannheim | - 2005 Topscorer der DEL-Playoffs - 2015 Deutscher Meister mit den Adler Mannheim - 2015 Wertvollster Spieler der DEL-Playoffs |

### International
- 1995 Silbermedaille bei der U18-Junioren-Europameisterschaft
- 1995 All-Star-Team der U18-Junioren-Europameisterschaft

## Karrierestatistik

### International
Vertrat Deutschland bei:
| - U18-Junioren-Europameisterschaft 1994 - U20-Junioren-Weltmeisterschaft 1994 - U18-Junioren-Europameisterschaft 1995 - U20-Junioren-Weltmeisterschaft 1995 - U20-Junioren-Weltmeisterschaft 1996 - Weltmeisterschaft 1996 - World Cup of Hockey 1996 - U20-Junioren-Weltmeisterschaft 1997 - Weltmeisterschaft 1997 | - Olympischen Winterspielen 1998 - Weltmeisterschaft 1998 - Olympischen Winterspielen 2002 - Weltmeisterschaft 2004 - World Cup of Hockey 2004 - Weltmeisterschaft 2005 - Weltmeisterschaft 2009 - Olympischen Winterspielen 2010 |

(Legende zur Spielerstatistik: Sp oder GP = absolvierte Spiele; T oder G = erzielte Tore; V oder A = erzielte Assists; Pkt oder Pts = erzielte Scorerpunkte; SM oder PIM = erhaltene Strafminuten; +/− = Plus/Minus-Bilanz; PP = erzielte Überzahltore; SH = erzielte Unterzahltore; GW = erzielte Siegtore; 1 Play-downs/Relegation; Kursiv: Statistik nicht vollständig)